# アンディッシュ・クリスティアンソン
アンディッシュ・クリスティアンソン（Anders Kristiansson、1949年4月7日 - ）は、スウェーデンの元バレーボール選手、バレーボール指導者である。

## 人物
1949年4月7日、スウェーデン・バルデマーシュビークの出身。
バレーボール選手としては長らくスウェーデン代表でプレー。選手引退後に指導者へ転身した。
1973年にバレーボールスウェーデン女子代表のヘッドコーチに就任してからは、スウェーデンの男女代表チームヘッドコーチを交互に務めた。特に1988年、男子代表チームのヘッドコーチとして采配を揮い、チームのエースであったベングット・グスターフソンを中心にソウルオリンピックに初出場し、7位入賞を果たしている。
スウェーデン代表チームのヘッドコーチを退いて以後はヨーロッパのクラブチームで指揮を執り、ノリコ・マーサイク（ベルギー）時代にはヨーロッパチャンピオンズリーグ準優勝を2回獲得した。
2013年に日本のV・プレミアリーグに所属する豊田合成トレフェルサの招聘を受けて監督に就任。2015/16シーズンにはトレフェルサ悲願の初優勝に導き、2017年7月にバレーボール殿堂入りを果たした。
2018年からラスムス・ヨンソンとともにビーチバレーボールのダヴィト・オーマン・ヨナタン・ヘルヴィクペアの指導を行っており、このペアは2024年パリオリンピックで金メダルを獲得した。

## 指導歴
出典
- スウェーデン女子代表、スウェーデン男子ジュニア代表（1973-1981年）
- バレーボールスウェーデン男子代表（1976-1979年、1981-1996年）
- シスレー・トレヴィーゾ（1988-1991年）
- ノリコ・マーサイク（1992-1994年、1996-2007年）
- イラクリス（2007-2008年）
- オリンピアコスSC（英語版）（2008-2010年）
- 豊田合成トレフェルサ（2013-2019年）